# Абрикоса
Абрико́са, абрико́с, жерде́ля, море́ля, муре́ля, слива вірменська, абрикоса звичайна (Prunus armeniaca, також Armeniaca vulgaris) — плодове дерево роду слива. Це кущ або дерево від 3 до 10 метрів заввишки, з розлогою густою кроною, серцеподібним загостреним листям, квітками від білого до рожевого кольору та плодами від жовтого до оранжевого кольору, багатими на вітамін С і калій.
Генетичні дослідження вказують на те, що центром походження є Центральна Азія.

## Назва
В Україні існують також інші народні назви: абрикоз, абрикоза, априкоз, априкоза, априкос, априкоса, дзарзари, жардель, жарделя, жердель, курега, морелла, морель, тендерка, биркоси, боросква, брескиня, бросквина, дзендзар, мурелі та інші.
Слово «абрикоса» вживається щодо рослини, а «абрикосом» називається лише плід.

### Етимологія
Запозичення з голландської (abrikoos), через фр. abricot й ісп. albercoque чи порт. albricoque прийшло з арабської; араб. al barqōk утворилося з середньогрецької πραικόκκιον (πραικόκια), яке походить від лат. praecox (praecoquus) «скороспілий», утвореного з префікса лат. prae- «перед-, наперед», спорідненого з грец. παραί «до, перед, поряд», укр. при, і основи дієслова coquo «варю, кип'ячу», спорідненого з прасл. *pekti, укр. пекти́.
Варіант «априко́за» зайшов через польську й німецьку мови нім. Abrikose.
В інших мовах вживають назви рос. абрико́с, болг. абрыко́с, пол. aprykoza, в.-луж. aprikoza.
Слово «жерделя» — турецького походження, від zerdali, яке вживається щодо одного з сортів дрібних абрикос. Походить від перського zardālu («золотий плід») — зі zard («золотий»), є етимологічним відповідником прасл. *zolto, укр. зо́лото.
Назву «мореля» — «дрібний абрикос», через посередництво польської і, можливо, німецької мов від нім. Amarélle «вишня», morelle «абрикос» запозичено з італійської або середньолатинської. Подальша етимологія: італ. amarella «вишня; абрикос» походить від сер. лат. amarellum «абрикос», що виникло на основі виразу de Armenia «з Вірменії», вторинно зближеного з amārus «гіркий».
В інших мовах вживають назви рос. море́ль (маре́ль) «сорт вишні; дрібний абрикос», морела́ «дрібний абрикос», болг. марэ́ль, пол. morel(a) «абрикос», чеськ. amarelka «сорт вишні» тощо.

## Походження і поширення
У дикому стані абрикоса трапляється на Кавказі, у Туркменістані. В Україні вирощують як промислову культуру в південних областях, рідше — в Лісостепу й на Поліссі.
Батьківщина культурної форми — Середня Азія та Китай. Відомо 8 видів, які ростуть переважно в Азії, тривалий час вирощували в Вірменії, звідки потрапили в Європу і Америку (звідки латинська назва «Armeniaca»  — «вірменська слива»).

## Дикі породи
Дикі абрикоси (Абрикоса звичайна, лат. Armeniaca vulgaris Lam.) — не така вже й ботанічна рідкість. У горах Середньої Азії трапляються невеликі абрикосові ліси. На півдні Приморського краю, на півночі Китаю, в Кореї на сухих кам'янистих схилах ці дерева ростуть групами або поодинці. Абрикоси пристосувалися навіть до сибірських морозів. У Забайкаллі та Монголії кущі абрикос витримують температуру до −50 °C. Плоди диких абрикос дрібніші, вони мають гіркуватий присмак, у м'якоті трапляються грубі волокна.

## Вегетативні характеристики
Це кущ або дерево 3–6(10) метрів заввишки, листопадне, неозброєне або злегка колюче. Абрикосові дерева мають щільну міцну деревину, у центрі — блискучу темно-коричневу, з країв — світлішу, жовту або буру. Молоді пагони голі, червонувато-коричневі, блискучі. Листки (3)5–10 × (2)4–8 см, чергові, широкі, округлі або яйцеподібні, при основі майже серцеподібні, цілісні, нерівнопилчасті, майже голі, згори темно-зелені, блискучі, знизу — матові, верхівка загострена; в молодості листки червонуваті, з деякими залозками біля основи пластини; ніжка листка 10–45 мм, залозиста; прилистки від лінійних до ланцетних. Абрикоси дуже швидко ростуть. За сприятливих умов за рік молода рослина сягає півтора метра. Абрикоси люблять світло і добре переносять посуху. Дерева живуть до 50 і більше років.

## Генеративні особливості
Квітки двостатеві, поодинокі (рідше — по дві в листкових пазухах), майже сидячі, 5-пелюсткові, білі або рожеві (до 3 см у діаметрі), правильні, з подвійною вільнопелюстковою 5-членною оцвітиною. тичинок багато. Маточка одна з верхньою зав'яззю та одним стовпчиком. Цвіте раніше всіх плодових порід у квітні-травні до розпускання листків і забезпечує медоносних бджіл раннім взятком нектару і пилку. Плоди дозрівають у червні — липні.

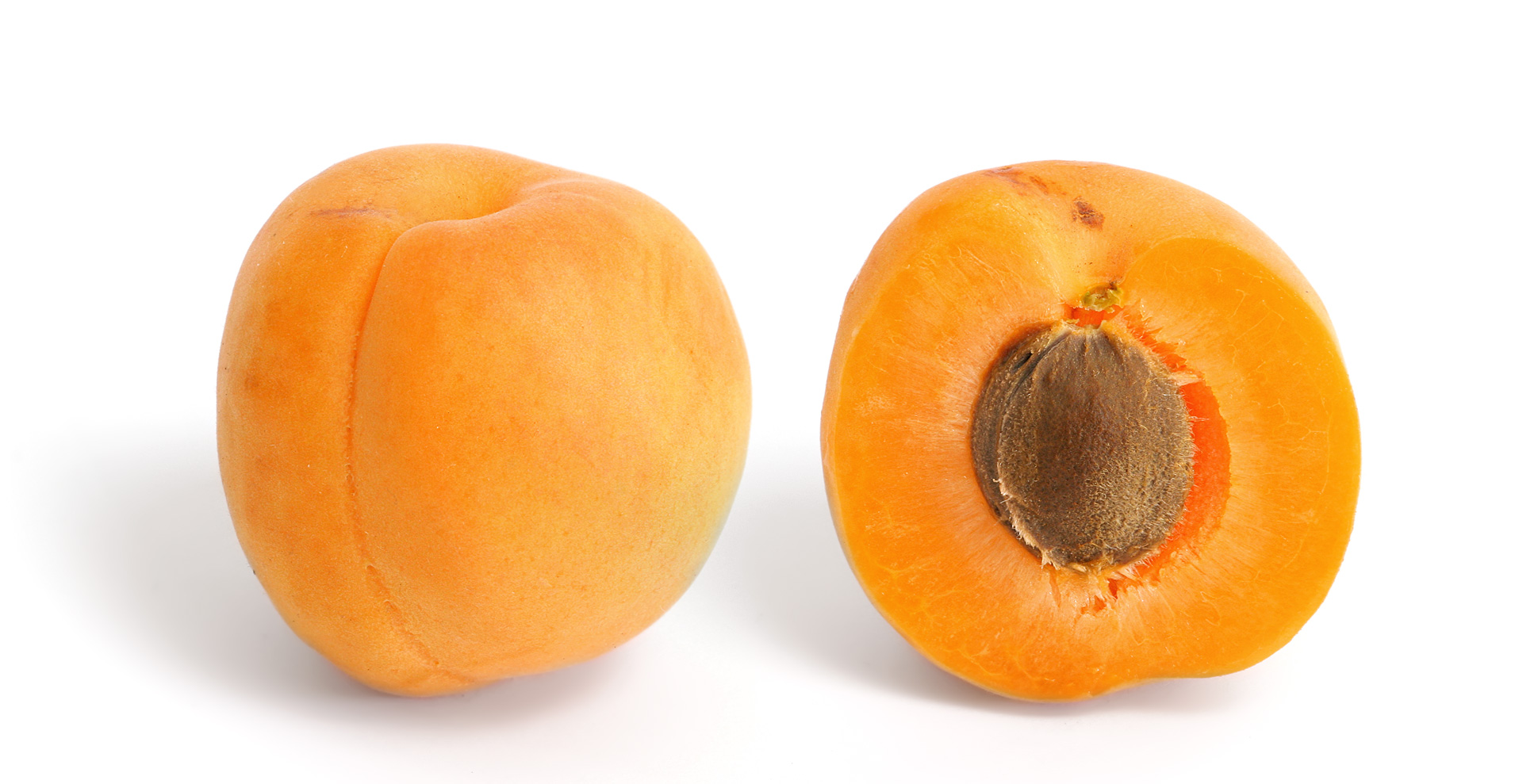
Цілий плід абрикоси та його перетин

Плід — округла або обернено яйцеподібна соковито-м'ясиста кістянка (25–80 мм у діаметрі), жовтого або червонувато-жовтого кольору з червонуватим рум'янцем та повстистим опушенням. М'якуш кістянки кисло-солодкий, нерідко з гіркуватим присмаком. 2n=16.

## Хімічний склад
М'якуш плодів містить близько 27 % цукрів (переважно сахароза), понад 2,5 % органічних кислот (яблучна, лимонна, саліцилова, винна), пектини (1 %), бета-каротин (1,6 мг %), аскорбінову кислоту (10 мг%), тіамін, рибофлавін, флавоноїди, калій (305 мг %), залізо, срібло тощо.
У насінні є жирна олія (30—50 %), емульсин, глікозид амигдалін (у дикорослої абрикоси); в камеді є арабіноза (41 %), галактоза (44 %), глюкуронова кислота (16 %), мінеральні та білкові речовини.

## Шкідники та хвороби
Шкідниками абрикоси є: галиця вічкова, златка чорна, казарка, коренегриз звичайний, короїд зморшкуватий, листокрутка вишнева, міль плодова, плодожерка східна.

## Практичне використання

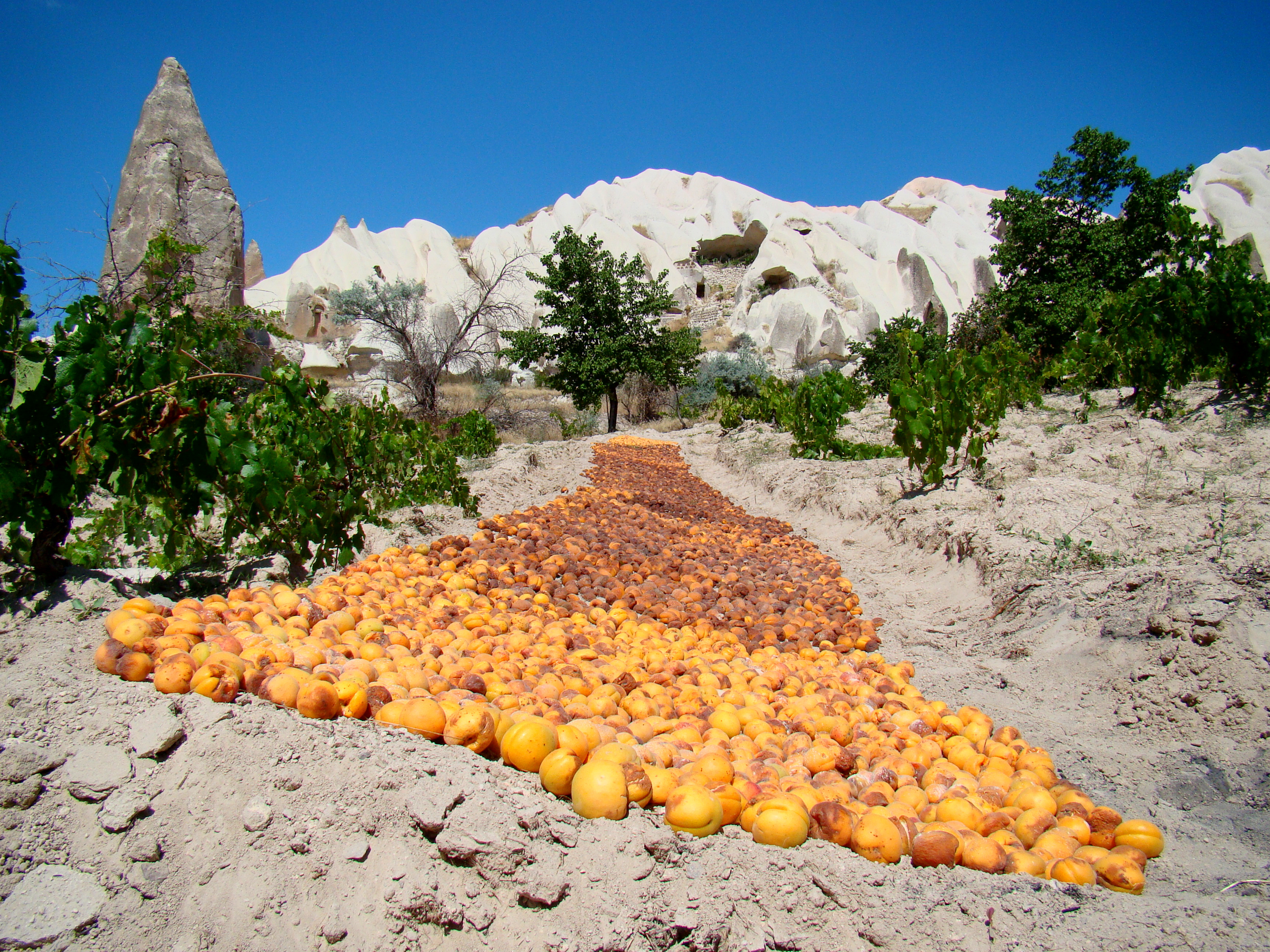
Сушіння абрикос на місці. Каппадокія

Дуже цінна порода з групи кісточкових. Харчова, медоносна та технічна рослина.
Плоди використовуються у свіжому вигляді, для консервування та сушки. Для сушіння використовують плоди середньоазійських сортів з високим вмістом цукру та сухої речовини. Сушені абрикоси без кісточок називаються курага, з кісточками — урюк. Сушені плоди містять 50-60 % цукру. Ядра кісточок мають солодкий смак, їх уживають як замінник мигдалю. Плоди абрикоса корисні при недокрів'ї, а також для підтримки сольового балансу при захворюваннях серцево-судинної системи. Хворим на цукровий діабет слід обмежувати вживання абрикосів через високий вміст у них цукру.
Ядро (насіння) в цих сортів солодке, тому використовується для харчування як горіхи. З насіння абрикос також роблять олію.
З абрикосів готують абрикосову горілку, причому сік абрикосів піддається бродінню і потім перегонці.
Насіння («кісточки») абрикоса, особливо сортів, що мають малосоковий оплодок, містять до 0,17% глюкозиду амігдалину і до 0,011% синильної кислоти ; вони були допущені Державною фармакопеєю СРСР (VIII видання) для заміни гіркого мигдалю.
М'якуш та кісточки абрикосів використовуються при виготовленні косметичних засобів для сухої шкіри, засобах для запобігання старінню, у поживних та зволожуючих масках, у засобах для догляду за волоссям. Позначення згідно з міжнародною класифікацією (INCI): Prunus Armeniaca Kernel Oil, Prunus Armeniaca Seed Powder, Prunus Armeniaca Extract.
Насіння гірких сортів використовується для приготування мигдальної води.
З перепалених кісточок абрикоса робиться туш.
У китайській національній медицині насіння абрикоса застосовується як заспокійливий засіб при кашлі, гикавці. У Китаї рекомендують приймати насіння абрикоса у поєднанні з іншими лікарськими рослинами при бронхіті, трахеїті, ларингіті, кашлюку, а також нефриті.
Наявні в природних тріщинах абрикосових дерев натьоки, що виступають із природних тріщин абрикосових дерев, засихають на повітрі, утворюючи так звану абрикосову камедь. Подрібнена на порошок (білого або жовтого кольору) абрикосова камедь використовується в медицині як повноцінний замінник гуміарабіку. За емульгуючою здатністю, стійкості приготованих на ній олійних емульсій і в'язкістю вона перевершує гуміарабік. Вживають абрикосову камедь іноді як обволікаючий засіб. До складу камеді входять галактоза (44 %), арабінозу (41 %), глюкуронова кислота (16,4 %), а також мінеральні (2,4 %) та білкові (0,6 %) речовини.
Абрикосу використовують і як підщепу для деяких плодових порід.
| Світове виробництво абрикосів за роками (тисяч тонн) | Світове виробництво абрикосів за роками (тисяч тонн) |
| ---------------------------------------------------- | ---------------------------------------------------- |
| 1965                                                 | 1362                                                 |
| 1970                                                 | 1630                                                 |
| 1975                                                 | 1546                                                 |
| 1980                                                 | 1734                                                 |
| 1985                                                 | 2029                                                 |
| 1990                                                 | 2189                                                 |
| 1995                                                 | 2104                                                 |
| 2000                                                 | 2922                                                 |
| 2005                                                 | 3551                                                 |
| 2010                                                 | 3305                                                 |
| 2015                                                 | 3963                                                 |
| 2017                                                 | 4257                                                 |

| Туреччина  | 202 | 281 | 894 | 696 | 750 | 833.398 | 803.000 |
| Узбекистан | н/д | 55  | 170 | 606 | 494 | 529.109 | 451.262 |
| Іран       | 100 | 193 | 275 | 241 | 342 | 334.408 | 305.932 |
| Італія     | 195 | 104 | 232 | 217 | 229 | 173.380 | 230.080 |
| Алжир      | 42  | 41  | 145 | 293 | 242 | 187.273 | 203.916 |
| Пакистан   | 53  | 190 | 197 | 172 | 128 | 97.045  | 174.546 |
| Афганістан | 40  | 37  | 49  | 87  | 109 | 131.788 | 170.508 |
| Франція    |     | 110 | 162 | 159 | 115 | 85.830  | 128.080 |
| Вірменія   | н/д | 17  | 112 | 116 | 104 | 53.191  | 113.572 |
| Греція     | 131 | 42  | 73  | 94  | 109 | 125.640 | 112.230 |
| Японія     | н/д | н/д | 123 | 97  | 112 | 71.100  | 96.600  |
| Росія      |     | 40  | 72  | 60  | 66  | 72.800  | 84.900  |
| Іспанія    | 150 | 138 | 137 | 153 | 176 | 128.700 | 80.870  |
| Єгипет     | 23  | 54  | 73  | 94  | 94  | 84.135  | 71.979  |
| Марокко    | 73  | 78  | 103 | 103 | 102 | 93.008  | 68.001  |
| Сирія      |     |     |     |     |     |         | 57.779  |
| КНР        | н/д | 48  | 91  | 87  | 53  | 53.121  | 53.325  |
| Україна    |     | 97  | 94  | 65  | 112 | 69.480  | 49.710  |

## В Україні
В Україні у дикому стані не росте, розводять у садах, придорожніх насадженнях, лісосмугах степових, рідше, лісостепових районів. Плодоносить на 3—4-й рік. Урожайність до 100—300 ц/га. Основний сорт Червонощокий. Цінною підщепою для абрикоси в Україні є жерделя.
Сортова абрикоса поширена в основному на півдні України, але й там вона плодоносить нерегулярно. Часто в дерев узимку підмерзають плодові бруньки, а навесні квіти, бо абрикоса рано цвіте. У поліській та лісостеповій зонах України в основному вирощують дерева абрикоси з насіння, їх називають «жерделі». Жерделі дають, як правило, дрібні плоди, що не відзначаються високими смаковими якостями, але дерева їх менш вимогливі до умов.
- Червонощокий. Найпоширеніший сорт. Районований майже у всіх областях України, за винятком Полісся і деяких областей лісостепової зони. Дерева скороплідні, високоврожайні, але недостатньо зимостійкі в північних районах України. Плоди середньої величини або великі, дуже смачні, використовуються у свіжому вигляді та для технічної переробки. Сорт самоплідний.[18]

Крім Червонощокого, у південних областях України районовані сорти: Нікітінський, Ананасовий цюрупинський, Мелітопольський ранній, Консервний пізній, Арзамі, Угорський найкращий, Ювілейний та ін. Для Полісся та Лісостепу становлять інтерес сорти УНДІС: Ананасовий київський, Київський ароматний, Поліський великоплідний, Шабловський, Колгоспний, Березняківський.

## В культурі
Китайці асоціюють абрикос з освітою та медициною. Наприклад, класичне слово杏壇(буквально: "абрикосовий вівтар "), що означає «освітнє коло», досі широко використовується в письмовій мові. Чжуан Цзи, китайський філософ IV століття до нашої ери, розповів історію, що Конфуцій навчав своїх учнів на майдані, оточеному абрикосовими деревами. Асоціація з медициною, своєю чергою, походить від широкого використання абрикосових кісточок як компонента в традиційній китайській медицині а також від історії про Дун Фенга (董奉), лікаря періоду Трьох Царств, який не вимагав від своїх пацієнтів ніякої оплати, за винятком того, що вони садили абрикосові дерева в його саду після одужання, в результаті чого з'явився великий гай абрикосових дерев і постійне постачання лікувальних інгредієнтів. Термін «Знавець абрикосового гаю» (杏林高手) досі використовується як поетичне звертання до лікарів.
У Вірменії деревина абрикосового дерева використовується для виготовлення дерев'яних різьблених виробів, таких як дудук, який є популярним духовим інструментом у Вірменії, який також називають «абрикосовою сопілкою» (вірм. ծիրանափող, трансліт. ciranap'oġ). З абрикосової деревини також виготовляють сувеніри ручної роботи. Цей колір використовується на прапорі Вірменії.

## Галерея

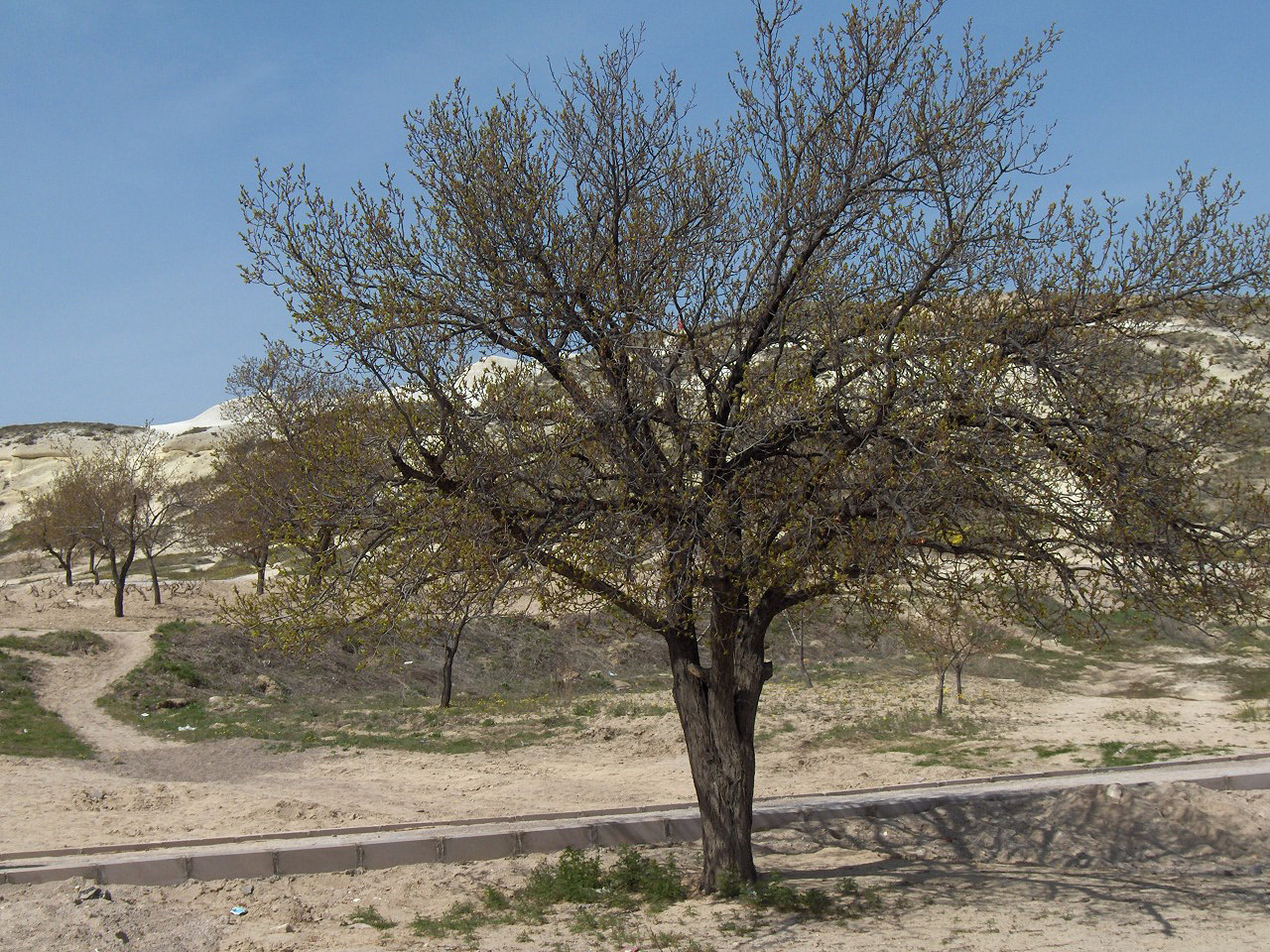
Абрикосове дерево, Каппадокія, Туреччина
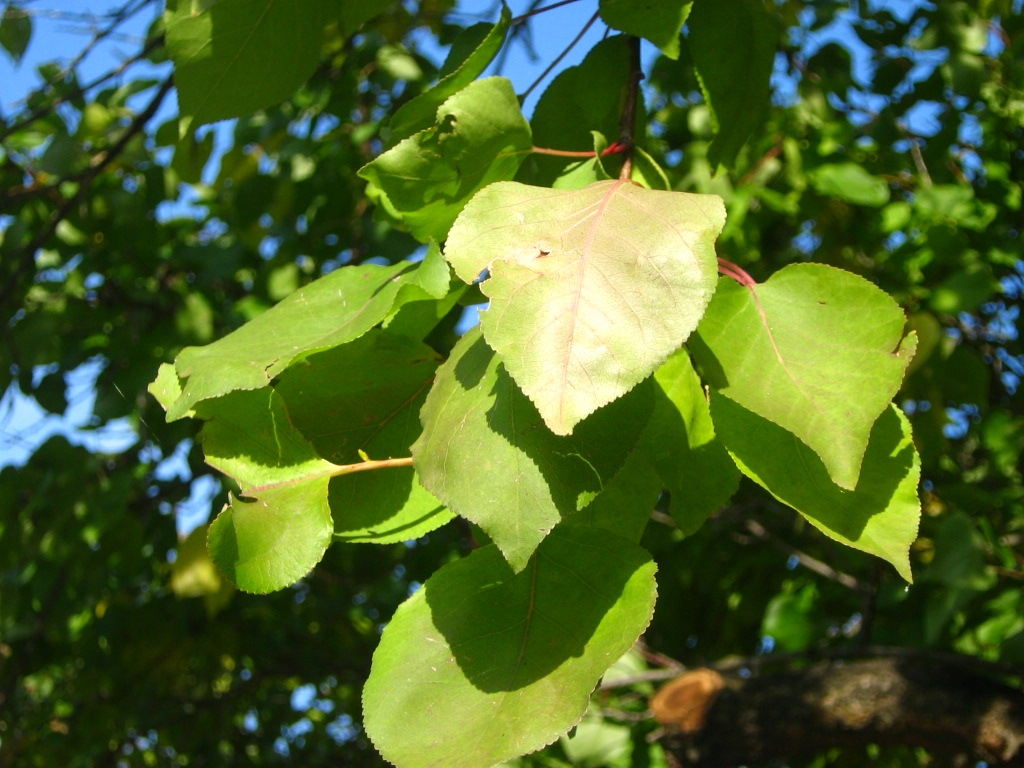
Листя
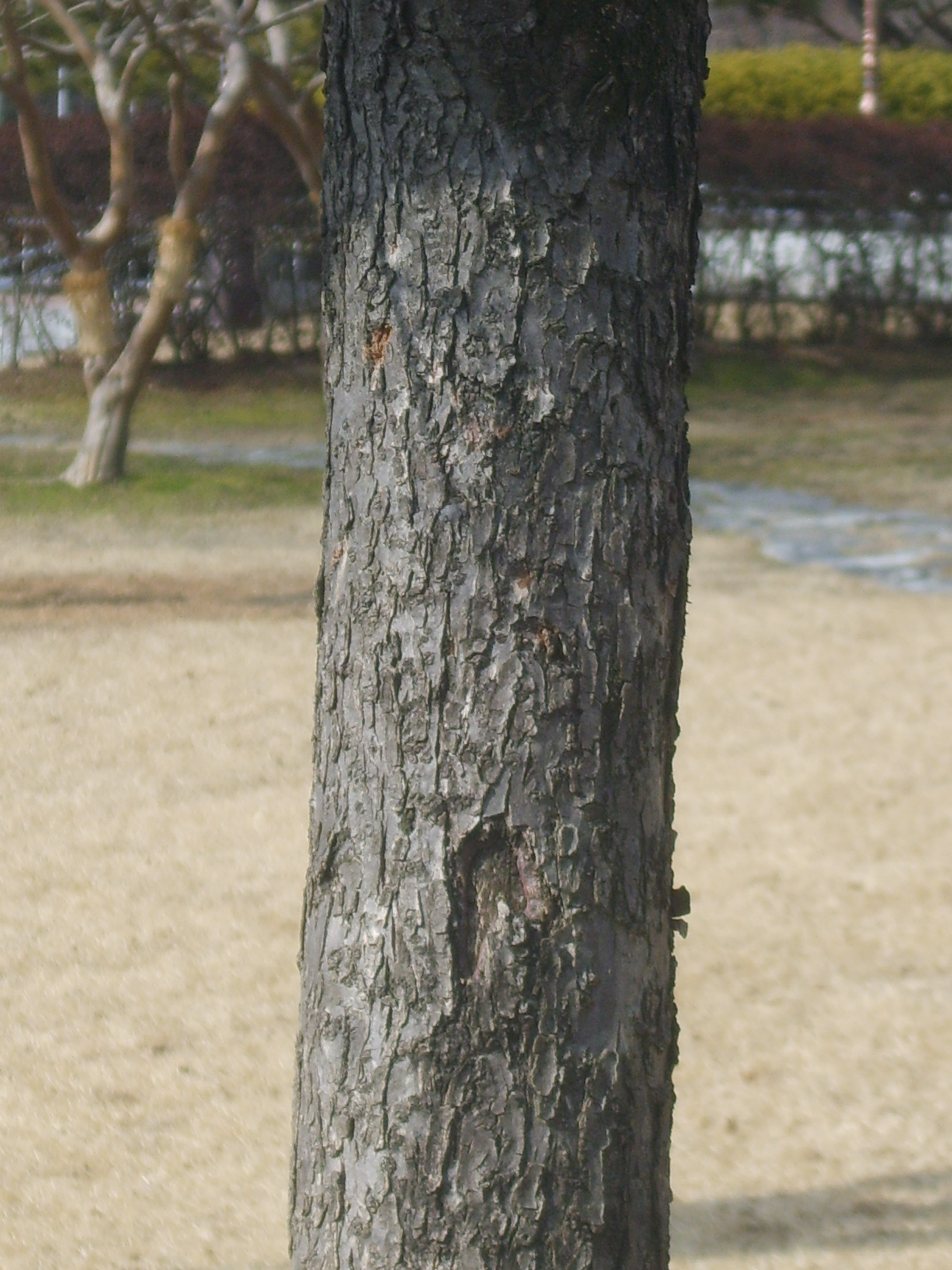
Стовбур
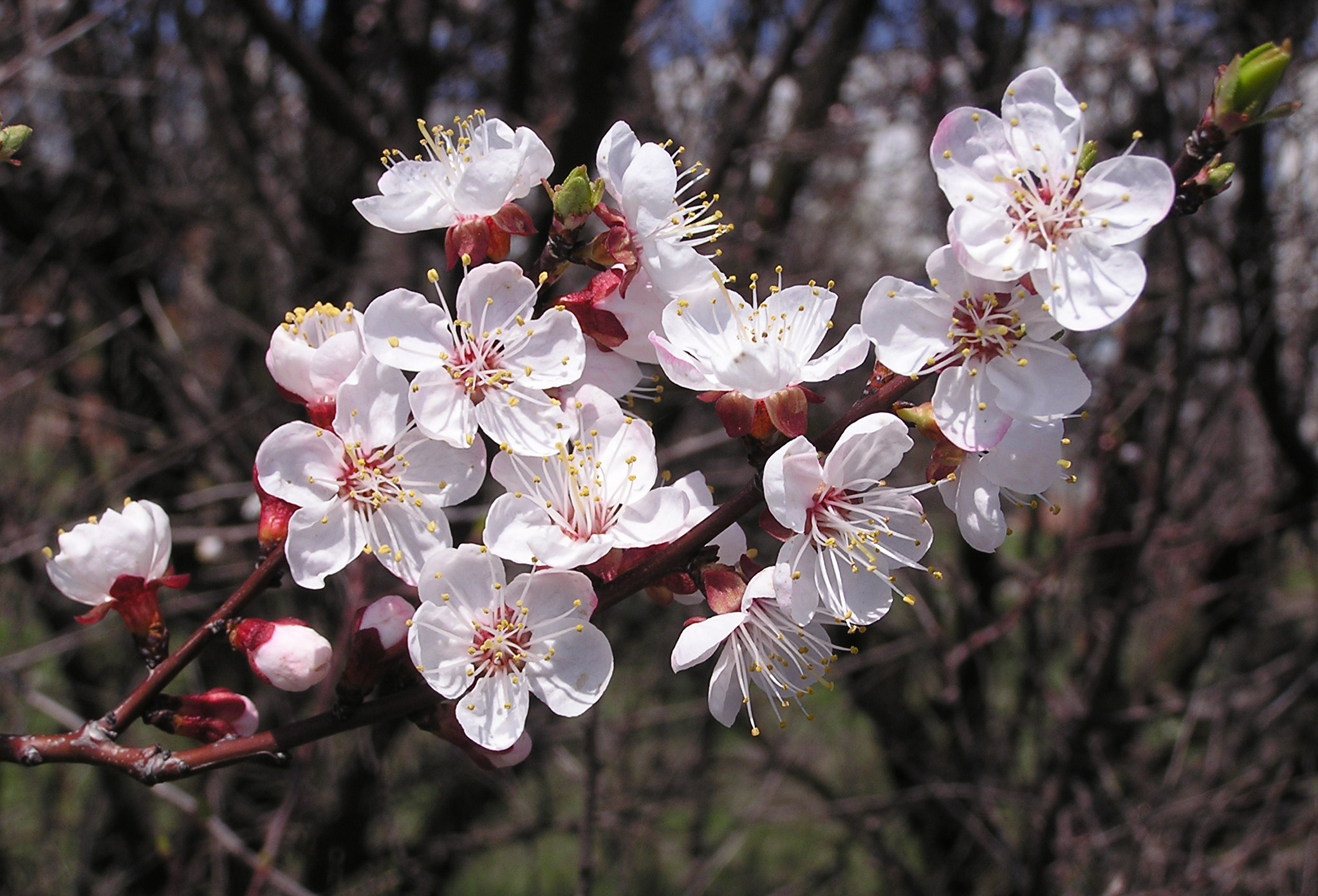
Цвіт абрикоси (Донецьк)
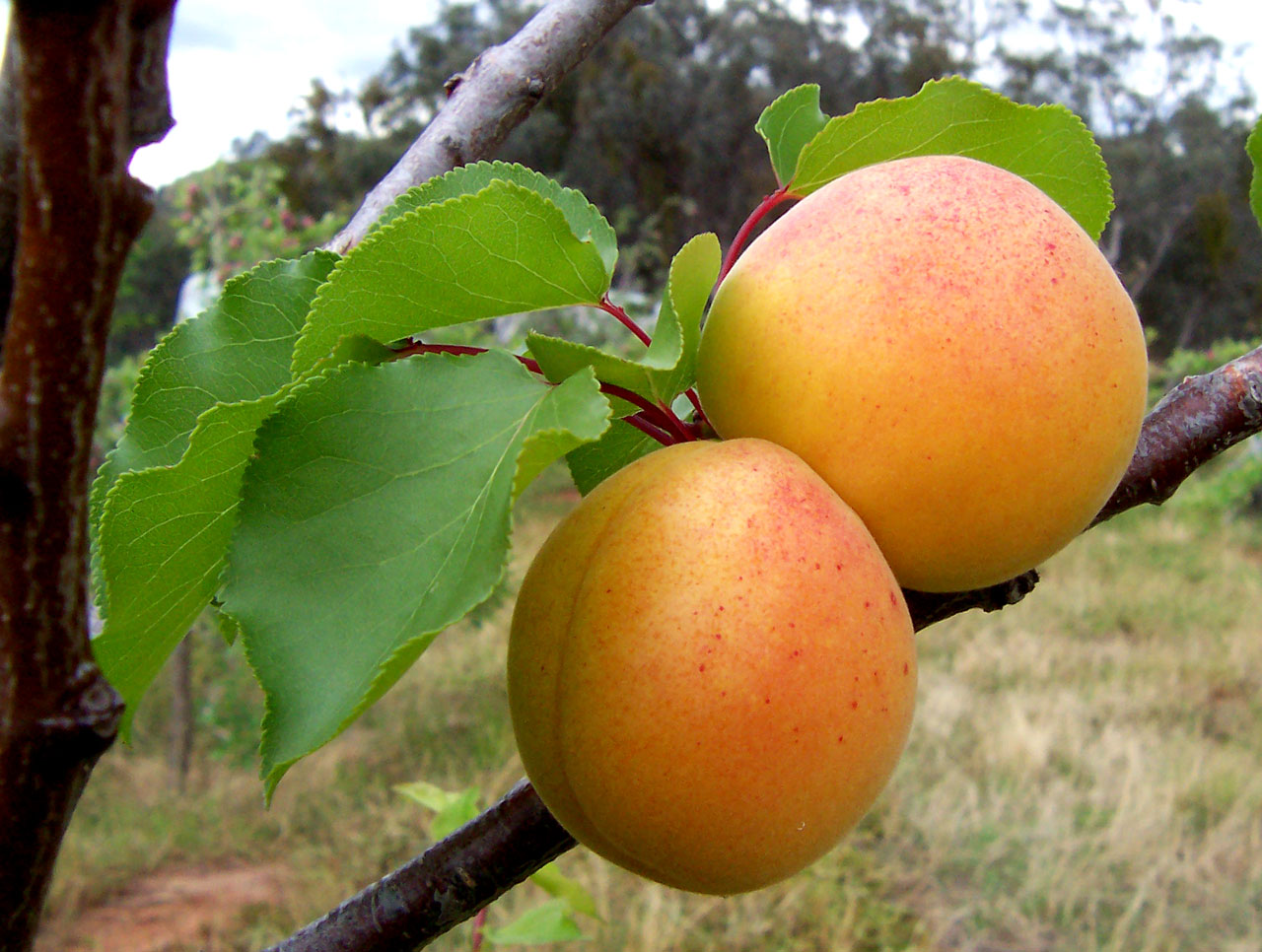
Плоди
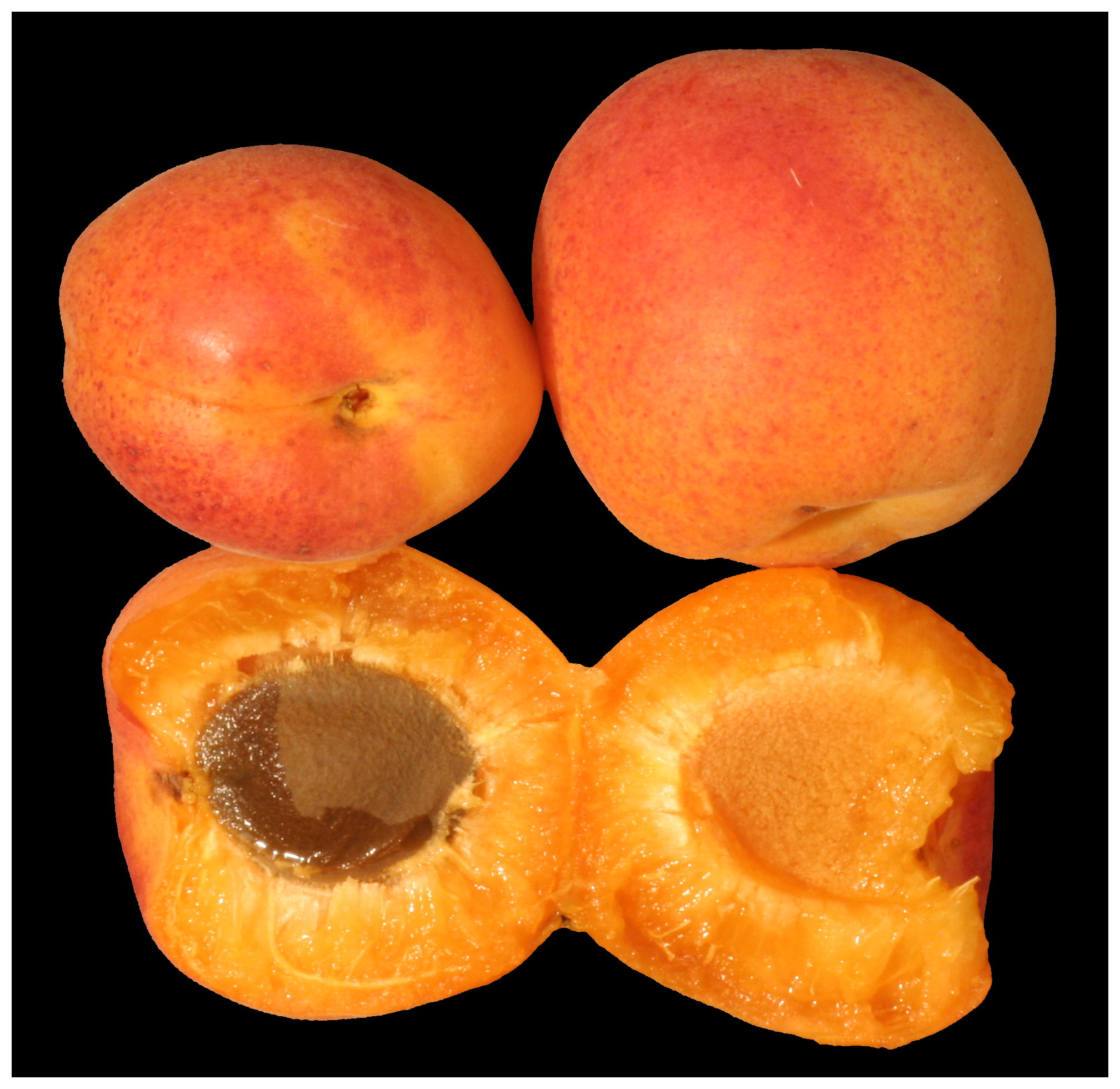
Розлущений плід
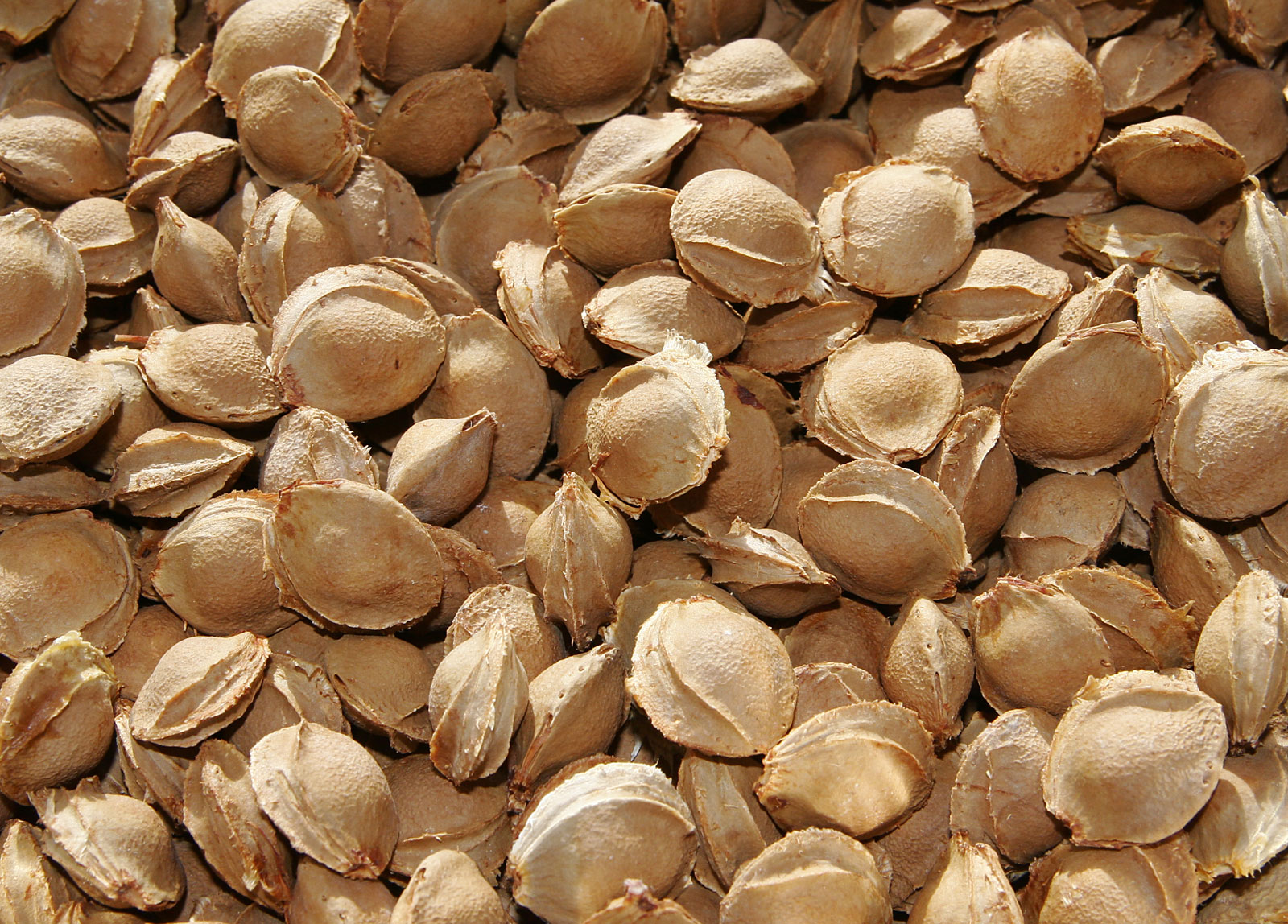
Насіння абрикоси